# Alfredo Jones Brown
Alfredo Jones Brown (Montevideo, 1876 - Punta del Este, 1950) fue un arquitecto uruguayo.

## Biografía
Hijo de Enrique Agustín Jones de Elía y Natividad Brown Blanco (nieta de Guillermo Brown).
Tuvo dos esposas: María Elena Caissiols, madre de Alfredo y Enrique, y posteriormente Josefa Odriozola, con quien tuvo a Guillermo.
Egresado como arquitecto de la Universidad de la República.
Su obra más insigne es el edificio del Instituto Alfredo Vásquez Acevedo (IAVA), inaugurado en 1911.
También es autor del Edificio Rex, que se levanta sobre la avenida 18 de Julio frente a la Plaza Fabini; inaugurado en 1928, supo alojar uno de los cines más concurridos de Montevideo; actual Sala Zitarrosa.
De su autoría es además la Escuela Alemania, en avenida General José de San Martín y Vilardebó.